# Музей колонии Корниш
Музей колонии Корниш (англ. Cornish Colony Museum) — музей в городе Уинсор, Вермонт, США. Назван в честь бывшей одноимённой художественной колонии в Корнише и был посвящён членам этой художественной колонии.

## История
Музей был создан в 1998 году в городе Корниш, штат Нью-Гэмпшир, и занимал здание Mastlands XIX века. В 2005 году музей переехал в рядом находящийся город Уинсор, штат Вермонт, и расположился в здании, где раньше находилась городская пожарная часть. После некоторых организационных трудностей, в том числе налоговых, музей вернулся в Корниш, но в 2010 году прекратил своё существование.
Экспозиция музея отображала время и людей, которые жили в колонии. После его закрытия часть коллекции была продана с аукциона, оставшиеся документы и некоторые экспонаты, относящиеся к истории основания музея, в настоящее время размещены в соседнем Дартмутском колледже (англ. Dartmouth College). На протяжении своей короткой истории в музее регулярно проводились выставки, ориентированные на художников-колонистов и современных американских живописцев. Также проводилось мероприятие «Познакомься с художником» (англ. Meet the Artist), куда приглашались современные художники США.